# Cabanière

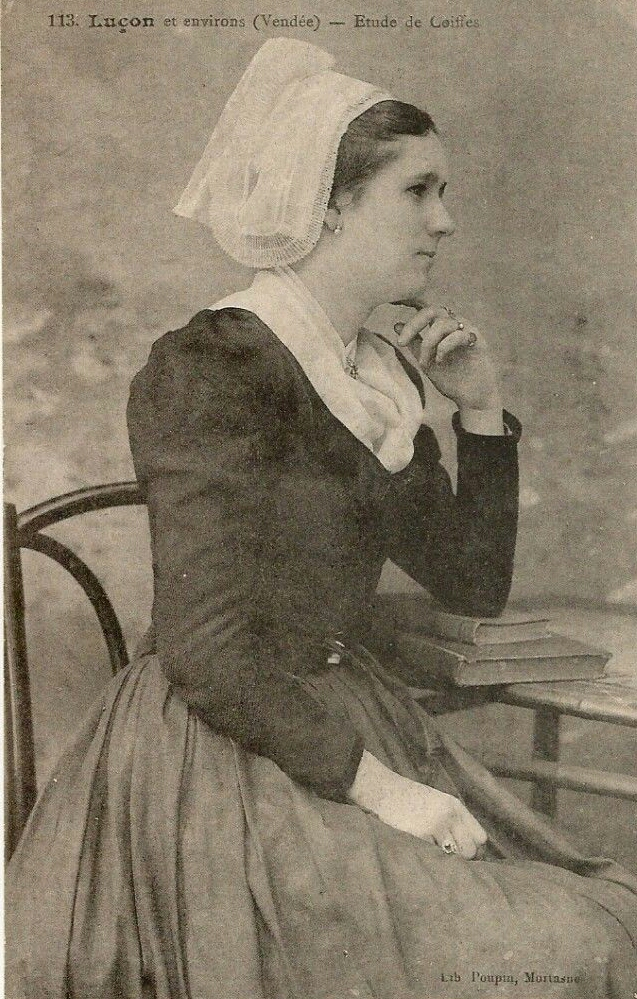
Cabanière de Luçon en 1905.

La cabanière est une coiffe traditionnelle portée dans l'ouest de la France à partir du début du XIXe siècle, jusque dans l'entre-deux-guerres. Elle a évolué par ses dimensions et la consistance de sa bonnette.

## Description
Dans une bonnette à fond carré, on insère verticalement à l'arrière pour lui donner de la rigidité un morceau de carton (recouvert ou non de satin au fond de la bonnette) de même forme. Une passe plate en broderie anglaise ou en dentelle, en mousseline ou en toile sert de visagière sur le devant de la coiffe, donc autour du visage. Elle peut être doublée de mousseline. Le fond de la coiffe à l'arrière présente une broderie tombante. Les motifs sont toujours floraux. Une chenille de soie ou une tresse de rubans peut cacher les points. Le cache-point est fait d'un ruban noir lorsque sa propriétaire est en grand-deuil. Dans ce cas, la coiffe est sans semis floraux. La version demi-deuil est aussi en mousseline ou tulle sans motifs et il n'y a pas de cache-point. Au fil des décennies, elle a eu tendance à avoir des dimensions plus réduites. Il existait aussi une version plus simple, dite « lolotte », pour les travaux de la ferme et des champs.

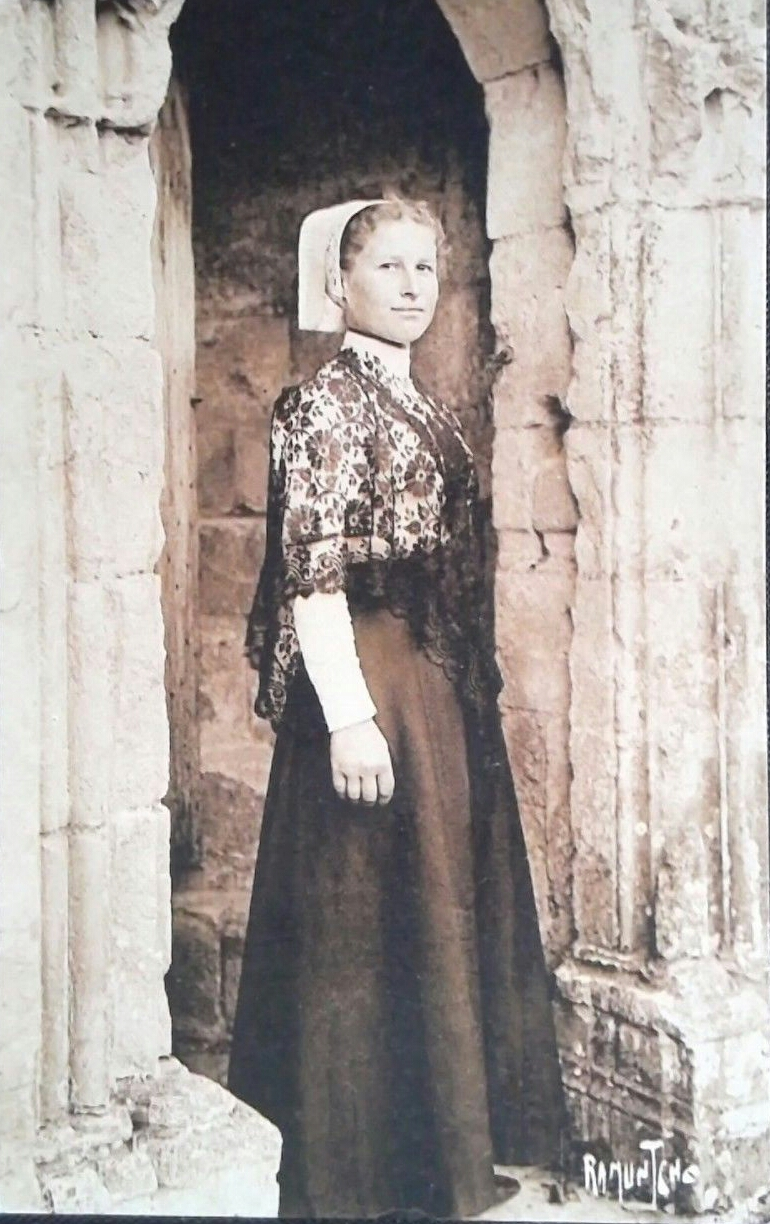
Jeune fille en cabanière à la sortie de la messe en 1900.

## Diffusion
Cette coiffe s'est répandue surtout en Vendée, d'abord dans le marais de la Sèvre entre Marans, Chaillé-les-Marais et Luçon, puis plus au sud vers Fontenay-le-Comte, Sainte-Hermine, Mareuil-sur-Lay, etc..